# Patrick Robert
 (avril 2011).
Si vous disposez d'ouvrages ou d'articles de référence ou si vous connaissez des sites web de qualité traitant du thème abordé ici, merci de compléter l'article en donnant les références utiles à sa vérifiabilité et en les liant à la section « Notes et références ».
Patrick Robert, né le 25 mars 1947 à Lille, dirigeant de la P.R.R.P. (Patrick Robert Relations Publiques), président du LOSC Lille-Métropole association, secrétaire général de l’École des métiers du sport professionnel, président des Anciens du L.O.S.C. 

## Biographie
Patrick Robert travaillait dans les Relations publiques et Journaliste d’Entreprise à la Générale de Chauffe, a été Directeur de la Promotion à la S.A.E.M. du L.O.S.C., Directeur de Stade au R.C. Lens. Actuellement, il travaille dans les Relations Publiques en opérations événementielles et il est jusqu'à présent Président de l'association du L.O.S.C. Depuis décembre 2012, il est également Président des "Anciens Dogues", association regroupant les anciens joueurs pros, entraîneurs et présidents du LOSC.
Bibliographie :
- 1979 La Résurrection (L.O.S.C. éditeur)
- 1984 Les 40 ans du L.O.S.C. (L.O.S.C. éditeur)
- 1991 20 ans de L.O.S.C. 20 ans de passion (La Voix du Nord Éditions)
- 1994 Les 50 ans du L.O.S.C. (La Voix du Nord Éditions)
- 2000 Nord-Pas-de-Calais, Terre de Champions (La Voix du Nord Éditions)
- 2000 Vahid Halilhodzic, homme de passions (La Voix du Nord Éditions)
- 2001 De Lille-Fives à l’Europe (La Voix du Nord Éditions)
- 2003 Hors-Jeu (La Voix du Nord Éditions)
- 2005 Gervais Martel, fier d’être Lensois (La Voix du Nord Éditions)
- 2006 Un siècle de passion en sang et or (Éditions Jourdan-Leclercq)
- 2007 Jenny du Nord (Jenny Clève) (Les Éditions Nord Avril)
- 2012 La grande histoire du LOSC (Hugo Sport)
- 2012     Le Guide du Kent (Pays du Nord)

Par ailleurs, Patrick Robert est un spécialiste de l'Angleterre et plus particulièrement de Londres et du Kent. Auteur d'un guide de cette région du sud-est de l'Angleterre, il s'est également fait connaitre comme un spécialiste des jumelages entre communes de la Métropole Lilloise et villes ou villages du Kent.
Il y organise régulièrement des voyages thématiques.